# John Morton (cestista)
John Morton jr. (Bronx, 18 maggio 1967) è un ex cestista statunitense, professionista nella NBA, in Spagna e in Italia.

## Carriera
È stato selezionato dai Cleveland Cavaliers al primo giro del Draft NBA 1989 (25ª scelta assoluta).

## Statistiche

### College
| Anno      | Squadra            | PG  | PT  | MP   | TC%  | 3P%  | TL%  | RP  | AP  | PRP | SP  | PP   |
| --------- | ------------------ | --- | --- | ---- | ---- | ---- | ---- | --- | --- | --- | --- | ---- |
| 1985-1986 | Seton Hall Pirates | 31  | 13  | 19,7 | 44,1 | -    | 63,6 | 1,5 | 2,5 | 1,1 | 0,4 | 7,5  |
| 1986-1987 | Seton Hall Pirates | 27  | 22  | 27,2 | 45,2 | 14,3 | 73,0 | 2,6 | 4,2 | 1,8 | 0,3 | 10,4 |
| 1987-1988 | Seton Hall Pirates | 35  | 35  | 28,8 | 48,6 | 29,4 | 84,1 | 1,9 | 4,7 | 2,1 | 0,5 | 12,8 |
| 1988-1989 | Seton Hall Pirates | 38  | 37  | 28,5 | 43,6 | 41,8 | 82,0 | 3,4 | 2,5 | 1,3 | 0,4 | 17,3 |
| Carriera  | Carriera           | 131 | 107 | 26,2 | 45,3 | 39,1 | 77,1 | 2,4 | 3,5 | 1,6 | 0,4 | 12,4 |